# Gatúbela (canción)
«Gatúbela» es una canción de la interpretada por la cantante colombiana Karol G y el rapero puertorriqueño Maldy. Fue escrita por ambos intérpretes junto con Justin Quiles, Lenny Tavárez y Marvin Hawkins, y producida por este último y Karol G. La canción fue lanzada el 25 de agosto de 2022 a través de Universal Music Latino, como el segundo sencillo del cuarto álbum de estudio de Karol G, Mañana será bonito (2023).

## Antecedentes
La canción fue anunciada un día antes de su lanzamiento a través de las plataformas de redes sociales de Karol G con el título, la fecha de lanzamiento y un clip del video musical. La canción fue lanzada el 25 de agosto de 2022.

## Recepción crítica
Jessica Roiz de Billboard describió la canción como «un reguetón contagioso de la vieja escuela mezclado con intensos ritmos de perreo».

## Desempeño comercial
«Gatúbela» debutó y alcanzó el puesto 37 en la lista Billboard Hot 100 de Estados Unidos con fecha del 10 de septiembre de 2022. Se convirtió en el quinto éxito entre los 40 primeros de Karol G y la primera entrada de Maldy como solista.
En la lista Billboard Hot Latin Songs de Estados Unidos, con fecha del 10 de septiembre de 2022, la canción debutó y alcanzó el puesto número 4, convirtiéndose en el décimo top cinco de Karol G en la lista. Se convirtió en el primer top diez y la primera aparición de Maldy en la lista como solista.
En el Billboard Global 200, la canción debutó y alcanzó el puesto 23 en la lista del 10 de septiembre de 2022. También se convirtió en la primera entrada a la lista de Maldy como solista.

## Video musical
El video musical de «Gatúbela» fue dirigido por Pedro Artola y fue lanzado en el canal de YouTube de Karol G el 25 de agosto de 2022. El video presenta un baile de perreo, y además es el primero donde la colombiana se muestra con el cabello teñido de rojo.
Al momento de lanzar el video, Karol G recurrió a Instagram para decir que YouTube lo había bloqueado en algunos países por el contenido presuntamente explícito, ya que, casi al final del video, la cantante aparece ensangrentada y semidesnuda en una playa. Horas después el video volvió a estar disponible.

## Premios y nominaciones
| Premio                 | Año  | Categoría                      | Resultado | Ref.  |
| ---------------------- | ---- | ------------------------------ | --------- | ----- |
| Premios Nuestra Tierra | 2023 | Mejor colaboración urbana      | Nominada  | [ 6 ] |
| Premios Nuestra Tierra | 2023 | Mejor canción urbana           | Nominada  | [ 6 ] |
| Latin Grammy's         | 2023 | Mejor interpretación Reggaeton | Nominada  |       |

## Posicionamiento en listas
| Lista (2022-2023)                      | Mejor posición |
| -------------------------------------- | -------------- |
| Argentina Hot 100 (Billboard)          | 36             |
| Bolivia Songs (Billboard)              | 13             |
| Bolivia General (Monitor Latino)       | 6              |
| Centroamérica General (Monitor Latino) | 1              |
| Chile Urbano (Monitor Latino)          | 7              |
| Chile Songs (Billboard)                | 13             |
| Colombia General (Monitor Latino)      | 7              |
| Colombia Songs (Billboard)             | 1              |
| Costa Rica General (Monitor Latino)    | 13             |
| Ecuador Songs (Billboard)              | 9              |
| Ecuador General (Monitor Latino)       | 8              |
| El Salvador General (Monitor Latino)   | 4              |
| España (Promusicae)                    | 17             |
| Global 200 (Billboard)                 | 23             |
| Guatemala General (Monitor Latino)     | 3              |
| Honduras General (Monitor Latino)      | 1              |
| Billboard Hot 100                      | 37             |
| Hot Latin Songs (Billboard)            | 4              |
| Latin Airplay (Billboard)              | 5              |
| Latin Rhythm Airplay (Billboard)       | 1              |
| Mexico Songs (Billboard)               | 18             |
| Nicaragua General (Monitor Latino)     | 1              |
| Panamá General (Monitor Latino)        | 10             |
| Paraguay General (Monitor Latino)      | 15             |
| Perú General (Monitor Latino)          | 5              |
| Peru Songs (Billboard)                 | 12             |
| Puerto Rico General (Monitor Latino)   | 12             |
| RD General (Monitor Latino)            | 3              |
| Uruguay General (Monitor Latino)       | 10             |
| Venezuela Urbano (Monitor Latino)      | 9              |

| Lista (2022)                | Posición |
| --------------------------- | -------- |
| Hot Latin Songs (Billboard) | 37       |

## Certificaciones
| Región                | Certificación       | Unidades/ventas certificadas |
| --------------------- | ------------------- | ---------------------------- |
| España (Promusicae)   | Platino             | 60,000                       |
| Estados Unidos (RIAA) | ×13 platino (latin) | 780,000                      |